# Häktning
Häktning är ett straffprocessuellt tvångsmedel som kan användas för att under en längre tid frihetsberöva personer som är misstänkta för grövre brott.

## Häktning i världen och Sverige
I de flesta länder är häktning en mer eller mindre tidsbegränsad handling. I många länder intas häktad person på vanlig fängelseavdelning, där denne sitter intagen tillsammans med personer som redan dömts för brott. I Sverige har dock en häktning tidigare kunnat förlängas ett obegränsat antal gånger. Sverige fick upprepad internationell kritik för sina långa och obegränsade häktningstider. Sedan den 1 juli 2021 är häktningstiderna i väntan på åtal begränsade i Sverige till högst 3 månader för barn upp till 17 års ålder, och 9 månader för vuxna, förutom om synnerliga skäl finns.
I många länder (dock inte Sverige) finns det möjlighet för en häktad att släppas i väntan på rättegång mot att en säkerhet i pengar deponeras, som förloras om vederbörande inte infinner sig. Det kallas Borgen.

### Sverige
Enligt svensk rätt kan en person som är skäligen misstänkt (den lägre graden av misstanke) eller på sannolika skäl misstänkt (den högre graden av misstanke) frihetsberövas för brott som kan leda till fängelse i ett år eller mer.
Skäl för häktning föreligger om det som påföljd för brottet är föreskrivet fängelse ett år eller däröver, det inte är uppenbart att skäl för häktning saknas, och något av det följande stämmer:
1. finns risk för återfall i brott (recidivfara), eller
2. finns risk att den misstänkte förstör bevis eller på annat sätt påverkar utredningen om brottet (kollusionsfara),
3. finns risk att den misstänkte undanhåller sig lagföring eller straff (flyktfara),

eller vid "sannolika skäl" oberoende av brottets beskaffenhet:
1. den misstänkte saknar fast hemvist i Sverige, och kan anta vilja lämna landet, såsom en utländsk besökare.[5]
2. om han är okänd och vägrar att uppge namn och hemvist eller om hans uppgift om detta kan antas vara osann.[5]

En person kan av domstol häktas och därmed hållas frihetsberövad under en tid av högst 14 dagar (sju dagar om endast misstankegraden "skäligen misstänkt" föreligger), varefter ny häktningsförhandling ska hållas. För misstänkt som ännu inte fyllt 18 år krävs "synnerliga skäl" för att beslut om häktning ska kunna meddelas av domstol. Den första häktningsförhandlingen efter frihetsberövande ska varit begärd senast kl 12 tredje dagen efter det den misstänkte anhållits, varpå häktningsförhandling måste hållas utan dröjsmål och senast fyra dygn efter att den misstänkte greps eller anhållningsbeslutet verkställdes, d.v.s. från det att han i realiteten berövades friheten. För häktning på graden "skäligen misstänkt" krävs även att det är av synnerlig vikt att den misstänkte tas i förvar i avvaktan på ytterligare utredning om brottet. 
Om det på grund av den misstänktes ålder eller hälsotillstånd kan befaras att häktning skulle medföra allvarligt men för den misstänkte, får häktning ske endast om det är uppenbart att betryggande övervakning inte kan ordnas.
Högsta domstolen har 2008-01-30 i mål B 466-06 hävt häktning för 16-årig pojke sedan han istället kunnat placeras på särskilt ungdomshem.
Den som är häktad kan underkastas "restriktioner", vilket betyder att åklagaren (förundersökningsledaren) i målet kan fatta beslut om att avskära den häktades kontakter med omvärlden, i form av tillgång till TV, radio, nyhetstidningar, telefonsamtal, brev eller besök av närstående med flera på häktet.
Den som är häktad förvaras av kriminalvården, endera på häkte eller på en häktesavdelning på en anstalt. I de flesta fall väcks åtal inom 14 dagar från häktningsbeslut, varefter rättegång ska hållas i tingsrätt snarast och senast inom två veckor från dagen för åtals väckande. 
Väcks inte åtal inom två veckor ska rätten ompröva beslutet om häktning var fjortonde dag.
Häktning i samband med fällande dom av person som inte är häktad får inte ske utan att denne fått yttra sig i frågan vid förhandling enligt Högsta domstolens beslut 1992-08-10 i mål Ö 2569-92.
Sedan häktningsbeslut som meddelats av tingsrätt och hovrätt befunnits icke vara lagligt grundade, har Högsta domstolen 1999-08-11 i mål Ö 3425-99, utan hinder av att Riksåklagaren yrkat att förhör i häktningsfrågan skulle hållas i Högsta domstolen och ny häktningsförhandling begärts i hovrätten, förordnat att den häktade skulle försättas på fri fot.
Bestämmelserna om häktning har ansetts inte vara tillämpliga vid talan jämlikt 28 kap. 8 § brottsbalken  om undanröjande av skyddstillsyn enligt Hovrättens för Nedre Norrland beslut 1996-05-14.